# 歌がチカラ
『歌がチカラ』(うたがちから)は、KOKIAの4枚目のオリジナルアルバム。2004年7月21日にビクターエンタテインメントから発売された。

## 解説
アテネオリンピック日本代表選手団の公式応援ソング「夢がチカラ」を収録。この他、シングルからは10thシングル「so much love for you」とカップリング曲「New season 〜夢に向かって吹く風〜」も収録している。

## 収録曲
1. 夢がチカラ（Single version）
2. a girl
3. so much love for you
4. 空に太陽　あなたに私
5. ピンチはチャンス
6. キラリ
7. give & take
8. New season 〜夢に向かって吹く風〜
9. 歌う人
10. Bonus Track：夢がチカラ（Acoustic version)